# Raphinha
Raphinha (* 14. Dezember 1996 in Porto Alegre; bürgerlich Raphael Dias Belloli) ist ein brasilianischer Fußballspieler. Er steht seit Mitte Juli 2022 beim FC Barcelona unter Vertrag.

## Karriere

### Vereine
Raphinha begann seine Karriere 2014 beim Avaí FC in der brasilianischen Série A. Zur Saison 2015/16 wechselte er für rund 600.000 Euro zum portugiesischen Erstligisten Vitória Guimarães und schaffte es 2016 in die erste Mannschaft des Clubs. Im Sommer 2018 wurde Sporting Lissabon auf ihn aufmerksam und verpflichtete ihn für 6,5 Millionen Euro.
Anfang September wechselte Raphinha nach Frankreich. Er unterzeichnete einen Kontrakt mit Stade Rennes. Am Ende der Saison erreichte er mit seiner Mannschaft Platz vier, der die Teilnahme für die Champions-League-Qualifikation bedeutete. Anfang Oktober 2020 wechselte er zum englischen Erstligisten Leeds United und unterschrieb dort einen bis zum Sommer 2024 datierten Vertrag.
Zur Saison 2022/23 wechselte Raphinha in die spanische Primera División zum FC Barcelona. Der 25-Jährige unterschrieb einen bis zum 30. Juni 2026 laufenden Vertrag, der eine Ausstiegsklausel in Höhe von einer Milliarde Euro enthält.
Raphinha spielt bevorzugt im rechten Mittelfeld oder als Rechtsaußen.
Am 22. Mai 2025 verlängerte Raphinha seinen Vertrag mit dem FC Barcelona bis zum 30. Juni 2028.

### Nationalmannschaft
In den Spielen der Qualifikationsrunde für die Weltmeisterschaft 2022 in Katar debütierte er am 7. Oktober 2021 für die Seleção, die im Estadio Olímpico de la Universidad Central de Venezuela in Caracas gegen die venezolanische Nationalmannschaft mit 3:1 gewann; er wurde zur zweiten Halbzeit für Éverton Ribeiro eingewechselt und gab die Torvorlagen zum 1:1 durch Marquinhos in der 71. Minute und zum 3:1 durch Antony in der 95. Minute. Seine ersten beiden Länderspieltore erzielte er am 14. Oktober 2021 in Manaus beim 4:1-Sieg über Uruguay mit den Treffern zum 2:0 und 3:0 in der 18. und 58. Minute.

## Erfolge
FC Barcelona
- Spanischer Meister (2): 2023, 2025
- Spanischer Pokalsieger: 2025
- Spanischer Supercupsieger: 2023, 2025

Persönliche Auszeichnungen
- Spieler des Monats der Primera División: August 2024
- Torschützenkönig der UEFA Champions League: 2025